# Mario Milano

Erzbischofswappen von Mario Milano

Mario Milano (* 23. April 1936 in Lamezia Terme) ist ein italienischer römisch-katholischer Geistlicher und Alterzbischof von Aversa.

## Leben
Mario Milano empfing am 3. Juli 1960 die Priesterweihe.
Papst Johannes Paul II. ernannte ihn am 14. Dezember 1989 zum Erzbischof von Sant’Angelo dei Lombardi-Conza-Nusco-Bisaccia. Der Papst persönlich spendete ihm am 6. Januar des nächsten Jahres die Bischofsweihe; Mitkonsekratoren waren Giovanni Battista Re, Substitut des Vatikanischen Staatssekretariates, und Miroslav Stefan Marusyn, Sekretär der Kongregation für die orientalischen Kirchen.
Am 28. Februar 1998 wurde er zum Erzbischof ad personam und zum Bischof von Aversa ernannt und am 4. April desselben Jahres in das Amt eingeführt. Nachdem 2008 dort ein Priester wegen pädophiler Handlungen verurteilt worden war, gab es Kontroversen um die Haltung Milanos. Auch durch seine Unterdrückung pastoraler Initiativen, die den Umgang mit Homosexuellen reformieren wollten, erregte er Kritik. Von seinem Amt trat er am 15. Januar 2011 zurück.